# Revolt – mot sexuella fördomar
Revolt – mot sexuella fördomar var en tidning om homosexualitet som gavs ut i Sverige mellan 1971 och 1986. Tidningen gavs ut på Revolt Press, som liksom tidningen grundades och drevs av Geurt Staal och Michael Holm. Under utgivningsperioden anses tidningen ha varit det viktigaste mediet för populärkultur bland homosexuella i Sverige, och ett nav för kontakt mellan homosexuella i Norden.

## Bakgrund
Tidningen startades av paret och senare äkta makarna Geurt Staal och Michael Holm. Paret hade träffats i Köpenhamn, och där kommit i kontakt med Axel och Egil Axgil, som grundade Forbundet af 1948 – som var inspiration till RFSL i Sverige – samt drev Axelshus, en fristad för homosexuella på den danska landsbygden, med värdshus, postorder och tidningsutgivning. Staal och Holm bodde en tid i huset, och startade där 1969 tidningen Vikingen.
När verksamheten för Viking flyttade till Teckomatorp i Sverige bytte tidningen namn till Revolt – mot sexuella fördomar. Staal och Holm flyttade därefter verksamheten till Åseda, där de med förlag och tidningsutgivning försökte skapa en fristad för många homosexuella.

## Tidningen
Under namnet Revolt började tidningen att ges ut 1971. Så gavs den ut fram till 1986. Under hela perioden gavs tidningen ut med mellan 11 och 12 nummer om året. Mellan 1983 och 1984 gavs den ut under namnet Magasin Gay. Under denna period var tidningen enligt Jesper Johansson vid Umeå universitet det viktigaste mediet för populärkultur bland homosexuella i Sverige.
Syftet med tidningen, vilket även återspeglas i dess fullständiga namn, var att göra upp med vad man såg som tidens fördomar mot samkönad sexualitet mellan såväl män som kvinnor i Sverige. Mer politiska artiklar blandades med kulturella reportage och skrifter samt internationella utblickar, och emellanåt även resereportage. Genom samverkan med liknande tidningar i Europa och USA gavs upplysningar om säkra mötesplatser för homosexuella att komma i kontakt med varandra. Tidningen hade även nationella kontaktannonser, för homosexuella att komma i kontakt med varandra. På så vis blev Revolt till ett nav för kontakt mellan homosexuella i Norden.
Under det första årtiondet blandades innehåll om bisexualitet och manlig och kvinnlig homosexualitet, men mot slutet av 1970-talet och början av 1980-talet fokuserade tidningen i allt högre grad på manlig homosexualitet. I samband med det införlivades ett delvis pornografiskt innehåll, vilket har setts som en anledning till att tidningen inte fick en vidare läsekrets. Tidningens upplaga var på cirka 6 000 exemplar, av vilka ungefär 5 000 såldes.
När Revolt upphörde att distribueras ersattes tidningen av bland annat Reporter, som hade ett mindre sexliberalt innehåll och som riktade sig till både manligt och kvinnligt homosexuella. Det innebar bland annat att tidningen kunde säljas vid pressbyråer och andra mer spridda distributionskanaler.

## Förlaget
Förlaget Revolt Press, baserat i Åseda, gav ut flera olika tidningar och böcker t.ex. Killen, som alla skildrade en blandning av sexualitet, med betoning på homosexualitet, och politik. Bland annat gav förlaget ut teckningar av Gustaf Salonius och Tom of Finlands bilder. Genom en postorderverksamhet liknande den danska bidrog förlaget också till att bygga ett nätverk i Sverige, för homosexuella på landsbygden och i mindre orter.